# Jan Stránský (politik)
Jan Stránský (3. prosince 1913 Brno – 22. února 1998 Connecticut) byl český a československý právník, novinář, politik Československé strany národně socialistické a poválečný poslanec Ústavodárného Národního shromáždění. Po roce 1948 žil v exilu.

## Biografie
Byl synem politika Jaroslava Stránského. V roce 1930 nastoupil do redakce deníku Lidové noviny v Praze a v Brně a následně vystudoval práva. Později byl korespondentem ve Vídni a Londýně. V letech 1937–1939 absolvoval vojenskou službu u československé armády ve Francii. Pak odjel za rodiči do exilu do Anglie, kde v letech 1940–1945 působil jako sekretář a pak i vedoucí kanceláře premiéra exilové vlády Jana Šrámka. Stejně jako jeho otec vystupoval v BBC.
V parlamentních volbách v roce 1946 se stal poslancem Ústavodárného Národního shromáždění za národní socialisty. V parlamentu zasedal formálně do voleb do Národního shromáždění roku 1948.
Stejně jako otec odešel po komunistickém převratu v roce 1948 do exilu. Do emigrace se dostal za pomoci amerického konzula (pod přední kapotou jeho vozu). Takto se dostal do Německa a odtud do Londýna, kde pracoval jako redaktor týdeníku Tablet. V roce 1951 spoluzaložil s Pavlem Tigridem v Mnichově českou sekci rozhlasové stanice Svobodná Evropa. V roce 1952 odjel s Ferdinandem Peroutkou a dalšími exilovými aktivisty do New Yorku, kde pracoval jako šéf tiskové služby a politický poradce Svobodné Evropy až do svého odchodu na penzi v roce 1975. Roku 1973 byl pasován rytířem Vojenského a špitálního řádu sv. Lazara Jeruzalémského.